# Rugby a 7 ai Giochi della XXXI Olimpiade
Il torneo di rugby a 7 ai Giochi della XXXI Olimpiade fu il 1º torneo olimpico, maschile e femminile, di rugby a VII.
Tenutosi nel programma dei XXXI Giochi, si svolse interamente allo Stadio di Deodoro di Rio de Janeiro, una struttura temporanea creata appositamente per tale disciplina, e demolita dopo le Olimpiadi.
Il torneo segnò il ritorno del rugby olimpico dopo 92 anni: l'ultima volta che tale disciplina fu presente ciò avvenne a Parigi nel 1924 e la medaglia d'oro andò agli Stati Uniti, ma si trattava della versione a XV.
In ambito femminile, altresì, fu un debutto assoluto.
La competizione si svolse su sei giorni consecutivi, i primi tre dei quali, dal 6 all'8 agosto, dedicati al torneo femminile, e gli ultimi tre, dal 9 all'11 agosto 2016, a quello maschile.
I tornei si tennero secondo le regole del gioco e i criteri di qualificazione stabiliti da World Rugby.
Sia per il torneo maschile che quello femminile il Comitato olimpico britannico designò la federazione inglese a concorrere per la qualificazione in rappresentanza della Gran Bretagna.
Nel torneo maschile emerse Figi, vincitore della sua prima medaglia olimpica assoluta ai Giochi estivi, che batté in finale la Gran Bretagna; bronzo fu il Sudafrica.
Tra le donne, invece, finale tra Australia e Nuova Zelanda e oro alle prime; nella finale per il bronzo prevalse il Canada sulla Gran Bretagna.

## Podi
| Evento              | Oro       | Argento       | Bronzo    |
| Rugby a 7 maschile  | Figi      | Gran Bretagna | Sudafrica |
| Rugby a 7 femminile | Australia | Nuova Zelanda | Canada    |

## Medagliere
| Pos.   | Paese         | Oro | Argento | Bronzo | Totale |
| ------ | ------------- | --- | ------- | ------ | ------ |
| 1      | Australia     | 1   | 0       | 0      | 1      |
| 1      | Figi          | 1   | 0       | 0      | 1      |
| 3      | Gran Bretagna | 0   | 1       | 0      | 1      |
| 3      | Nuova Zelanda | 0   | 1       | 0      | 1      |
| 5      | Canada        | 0   | 0       | 1      | 1      |
| 5      | Sudafrica     | 0   | 0       | 1      | 1      |
| Totale | Totale        | 2   | 2       | 2      | 6      |